# Niedźwiedzi Żleb (Dolina Wielicka)
Niedźwiedzi Żleb (słow. Medvedí žľab) – żleb w słowackich Tatrach Wysokich, będący orograficznie lewym odgałęzieniem Doliny Wielickiej. Biegnie w kierunku południe–północ i rozciąga się między dwiema odnogami grani Granatów Wielickich, rozgałęziającej się w wierzchołku Wielickiej Kopy. Od zachodu żleb jest ograniczony grzbietem, w którym wznoszą się Niedźwiedzie Czuby, natomiast wschodnia odnoga grani oddziela go od Doliny Sławkowskiej. Jest trawiasty, a jego dnem płynie niewielki potok.
Niedźwiedzim Żlebem prowadzi ścieżka z Doliny Wielickiej nad Granacki Staw w Dolinie Sławkowskiej, od dawna znana myśliwym i turystom. W okolicy wylotu żlebu i Niżniej Wielickiej Polany biegnie czerwony szlak Magistrali Tatrzańskiej. Nazwa żlebu oraz sąsiednich obiektów (Niedźwiedzich Czub i Niedźwiedziej Przełęczy) pochodzi od niedźwiedzi, odwiedzających czasami te okolice.